# S/S Virgo
Denna artikel handlar om ångaren Virgo. För fiskefartyget Virgo, se Virgo (fiskefartyg)
S/S Virgo var en svensk ångare som transporterade Andréexpeditionen från Göteborg till Spetsbergen under somrarna 1896 och 1897. En vik på Danskön där fartyget låg uppankrat döptes till Virgohamna efter fartyget.
Inför Andréexpeditionens första försök att nå Nordpolen avreste Virgo från Masthuggskajen i Göteborgs hamn söndagen 7 juni 1896. Fartyget var då lastat med femhundra ton utrustning och hade en besättning på 40 personer. Befälhavare var Hugo Leopold Zachau.

Ritning av ångaren S/S Virgo.